# Терегулов, Халил Нигматуллович
Халил (Халилулла) Нигматуллович Терегулов (баш. Хәлиулла Ниғмәтулла улы Тереғолов; 1890—1937) — деятель башкирского национального движения за автономию Башкурдистана. Член Башкирского военного совета (1918).

## Биография
Терегулов Халил (Халилулла) Нигматуллович родился 12 марта (по другим данным — 12 августа) 1890 года в селе Каргалы Белебеевского уезда в Уфимской губернии (ныне село Верхние Каргалы Благоварский район Республики Башкортостан)
. Брат У. Х. Терегулова. Происходил из дворянского рода Терегуловых.
В 1910 году окончил Казанскую учительскую школу. В 1916 году призван на службу в царской армии. Окончил военную школу, получил звание прапорщика.
В 1918 году присоединяется к Башкирскому национальному движению за автономию Башкурдистана. В июне 1918 года избран членом Башкирского военного совета и его заведующим мобилизационного отдела, принимает участие в формировании воинских частей Башкирского войска. В августе 1918 года в составе комиссии Башкирского военного совета участвовал в разработке униформы военнослужащих Башкирской армии.
В октябре 1918 года назначен заместителем заведующего мобилизационного отдела Башкирского войскового управления подполковника Янишевского. Был произведён в подпоручики.
В 1919 году служил в Народном комиссариате по военным делам Башкирской АССР. В марте 1920 года назначен председателем Центральной комиссии по борьбе с дезертирством Башкирской АССР. В связи с болезнью оставил военную службу и вернулся в родную деревню, где работал учителем.
В 1931 году переезжает в Давлеканово и преподавал в школе № 2.
2 сентября 1937 года арестован. 7 декабря 1937 года расстрелян. 30 июня 1956 года реабилитирован.